# Глауберова соль
Глауберова соль (мирабилит) — Na2SO4·10H2O, десятиводный кристаллогидрат (декагидрат) сульфата натрия. Впервые обнаружена химиком И. Р. Глаубером в составе минеральных вод, а впоследствии синтезирована действием серной кислоты на хлорид натрия. Применяется в стекольном и содовом производстве, в медицине.
Другие названия: Sal glauberi, мирабилит, сибирская соль, гуджир, сернокислый натрий.

## Физические свойства
Представляет собой большие прозрачные кристаллы в форме призм. Имеет горький солёный вкус и тает на языке. Не имеет запаха. Хорошо растворима в воде. Не горит, в огне не трещит. При длительном нахождении на воздухе или нагревании выветривается (выпаривается) и теряет массу. При полном выветривании становится обычным сульфатом натрия — порошком белого цвета.
Кроме само́й десятиводной глауберовой соли известны ромбические кристаллы семиводного кристаллогидрата Na2SO4·7H2O и одноводная соль Na2SO4·H2O.

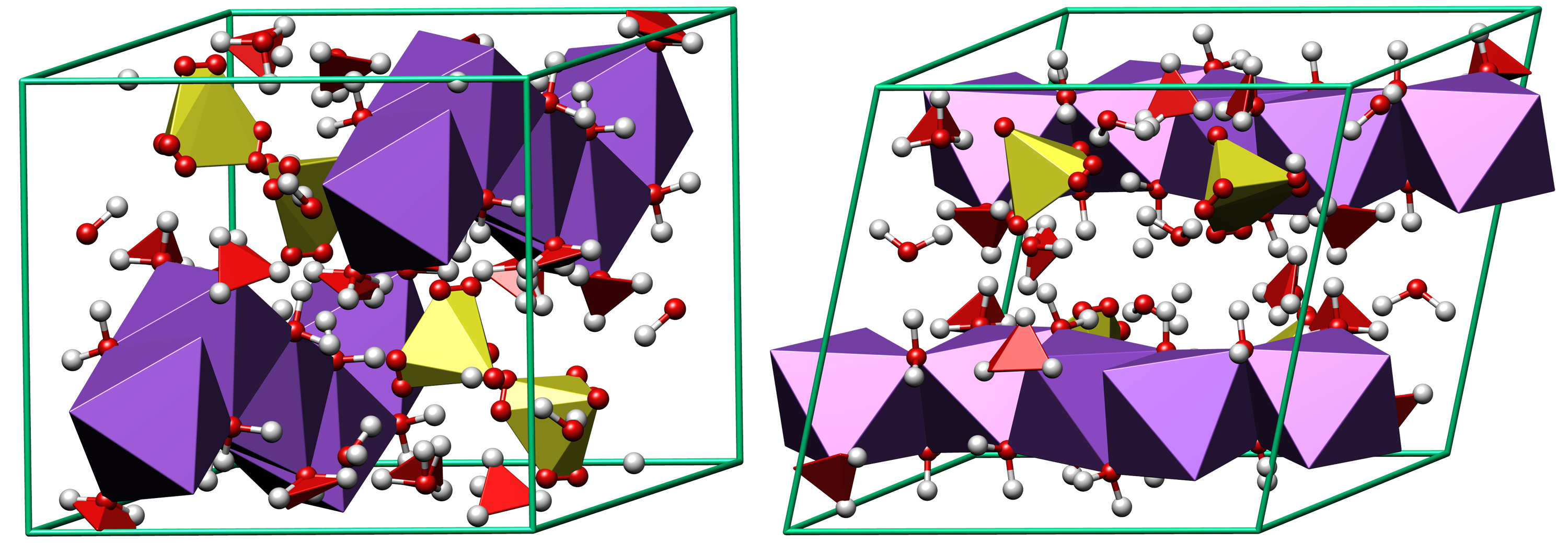
Кристаллическая структура мирабилита

## Нахождение в природе
Природный минерал глауберовой соли называется мирабилит. Его плотность составляет всего 1,48 г/см³, что делает его одним из самых лёгких минералов.
Залежи порядка 100 млн тонн мирабилита обнаружены близ провинции Саскачеван в центральной части Канады.
В Тифлисской губернии (современная Грузия), в XIX веке, мирабилит был обнаружен в 30 км от Тбилиси возле села Уджарма. Эти залежи представляли собой высохшее солёное озеро площадью около 55 тыс. м². Пласт мирабилита толщиной порядка 5 метров был сверху покрыт пластом песчаной глины толщиной от 30 см до 4,5 м. На начало XX столетия, также в урочище Уджарма, существовала добыча глауберовой соли (в 1898 году было добыто 100 000 пудов).

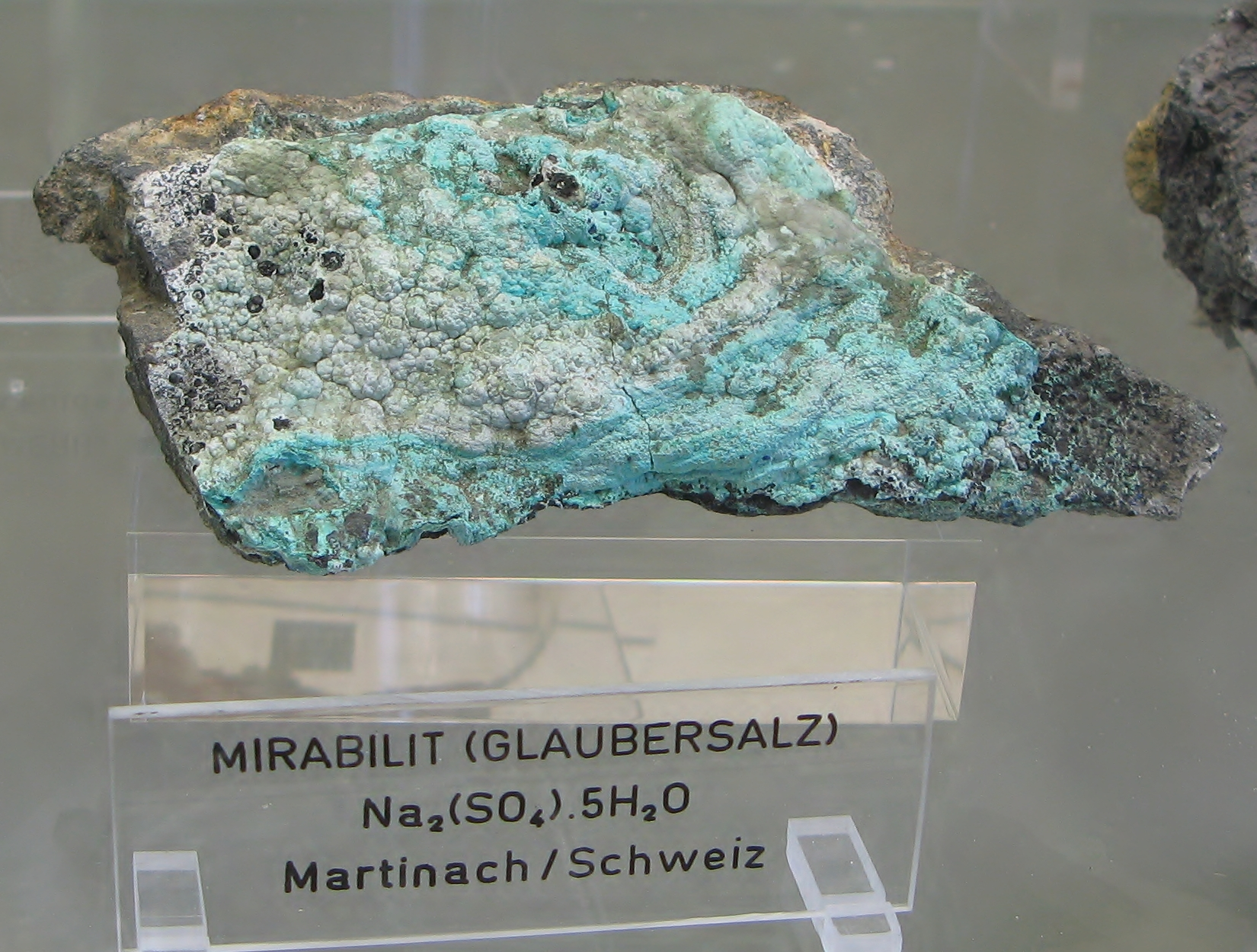

В зимнее время, в период примерно с 20 ноября по 15 марта, когда температура воды Каспийского моря опускается до 5,5−6 °C, мирабилит выпадает в больших количествах из вод залива Кара-Богаз-Гол в Туркменистане, оседая бесцветными кристаллами на дне и берегах залива.
Мирабилит также содержится в озере Кучук в Западной Сибири, в соляных озёрах Томской области, в Алтайском крае (озёра Большое Яровое и Бурлинское).
В других месторождениях, например, в Калифорнии (США), Сицилии, Германии, в Большом Малиновском озере (Астраханская область), мирабилит встречается с примесями других минералов — астраханита Na2Mg(SO4)2 · 4H2O, левеита Na2Mg(SO4)2 · 2,5H2O, вантгоффита Na6Mg(SO4)4, глауберита Na2Ca(SO4)2, глазерита Na2K6(SO4)4.
В растворённом виде глауберова соль в значительном количестве присутствует в морской воде и во многих минеральных водах, например, курортов Карловы Вары, Мариенбад в Чехии. Карловарская соль, получаемая из минеральных вод Карловых Вар, на 44 % состоит из сульфата натрия (глауберовой соли), на 36 % из гидрокарбоната натрия (пищевой соды), на 18 % из хлорида натрия (поваренной соли) и на 2 % из сульфата калия.
Очень редко в природе встречается безводный сульфат натрия — минерал тенардит, названный в честь французского химика Л. Ж. Тенара. Для его сохранения в безводном виде необходимы засушливые пустынные зоны. Поэтому такие залежи обнаружены в Чили, в Центральной Азии, в штате Аризона (США), а также в Испании в долине реки Эбро.
В природе мирабилиту также сопутствуют галит и гипс.

## История открытия
Открытие глауберовой соли датировано зимой 1626 года и непосредственно связано с перенесённой в 1625 году Глаубером болезнью — сыпным тифом, в то время именуемого «венгерской лихорадкой». Вот как сам Глаубер описывал это:
Несколько оправившись от болезни, я прибыл в Неаполис (латинизированное название Нойштадта, по-немецки — «нового города»; в Германии несколько городов имеют такое название). Там у меня снова начались приступы, и я должен был остаться в этом городе. Болезнь настолько ослабила мой желудок, что он не мог ни принимать, ни переваривать никакую еду. Местные жители посоветовали мне пойти к источнику, находящемуся вблизи виноградника в часе ходьбы от города. Они сказали, что вода источника вернет мне аппетит. Следуя их совету, я взял с собой большой кусок хлеба; мне сказали, что должен буду весь его съесть, но я мало верил в то, что это мне как-то поможет. Придя к источнику, я намочил хлебный мякиш в воде и съел его — причём с большим удовольствием, хотя перед этим не мог смотреть без отвращения на самые изысканные лакомства. Взяв оставшуюся от хлеба корку, я зачерпнул ею воды из источника и выпил её. Это настолько возбудило мой аппетит, что в конце концов я съел и «чашку» из хлеба, которой черпал воду. Домой я возвратился значительно окрепшим и поделился своими впечатлениями с соседями. Я чувствовал, что если буду и дальше лечиться этой водой, функции моего желудка полностью восстановятся. Я спросил, что это за вода. Мне сказали, что в ней содержится селитра, чему тогда, не будучи искушён в подобных вопросах, я поверил.
Глаубер заинтересовался химическим составом воды источника и посвятил этому изучению всю следующую зиму. Он подружился с местным аптекарем Айснером и использовал его лабораторию для опытов. В ходе исследований он выпаривал минеральную воду и анализировал осадки. Вместо селитры в осадке оказалась ранее неизвестная соль, которую он назвал «чудесной» — по латыни «sal mirabile». В частности, название природного минерала мирабилита происходит именно из латинского названия.
Спустя много лет, в 1648 году, Глаубер проводил опыты с кислотами, а точнее получал соляную кислоту путём нагревания обычной каменной соли с серной кислотой. При слабом нагревании шла реакция образования гидросульфата натрия: NaCl + H2SO4 = NaHSO4 + HCl, а при сильном — сульфата натрия: 2NaCl + H2SO4 = Na2SO4 + 2HCl. Каково же было удивление Глаубера, когда он обнаружил, что большие прозрачные кристаллы, выпавшие в осадок, оказались той самой «чудесной солью», с которой он познакомился в молодости. В результате одной реакции Глаубер открыл и способ получения соляной кислоты, и синтеза сульфата натрия.

## Химические свойства и применение
Используется при производстве соды по способу Леблана, гидроксида натрия, гипосульфата, ультрамарина; кроме того, в стекольной промышленности, в холодильном деле, в медицине. Глауберова соль применяется в медицине при запорах, как слабительное средство внутрь по 15—30 г на приём.

## Мирабилит в художественной литературе
В 1932 году в Советском Союзе публикуется производственная повесть Константина Паустовского «Кара-Бугаз». Это произведение рассказывает о непростой добыче глауберовой соли в заливе Кара-Богаз-Гол и о тех богатствах природы, которые должен освоить человек. После публикации этого произведения коллеги по писательскому цеху стали называть Паустовского «мирабилит нашей литературы».
Добыча мирабилита в походах к соляным озёрам близ устья Волги является одним из самых экстремальных занятий главного героя приключенческой повести «Восставшее поколение».